# Хроника текущих событий
Хро́ника теку́щих собы́тий (XTC) — первый в СССР неподцензурный правозащитный информационный бюллетень. Распространялся через самиздат. Первый бюллетень был выпущен 30 апреля 1968 года. XTC выпускалась в течение 15 лет, с 1968 по 1983 год; за это время вышло 63 выпуска «Хроники». Её редакторы подвергались репрессиям.

## Декларация прав человека
1968 год был объявлен Организацией Объединённых Наций Годом прав человека, в ознаменование 20-й годовщины принятия ООН Всеобщей декларации прав человека. Эта инициатива исходила от группы африканских и азиатских государств и была поддержана СССР с целью обнажить суть колониальной политики и расизм капиталистического мира — 8 января 1968 г. ЦК КПСС согласился с предложением Громыко отметить Год прав человека рядом конференций, публичных собраний, циклом докладов и газетных статей. Никто не предполагал, что советские диссиденты Павел Литвинов, Наталья Горбаневская, Пётр Якир и другие сделают этот девиз года своим — они отметили «Год прав человека в Советском Союзе» изданием журнала «Хроника текущих событий», темой которого была ситуация в советских судах, тюрьмах и лагерях.
На титульном листе первого выпуска бюллетеня было напечатано: «Год прав человека в СССР». Чуть ниже стоял эпиграф — текст ст. 19 Всеобщей Декларации о праве каждого искать, получать и распространять информацию, а ещё ниже — слова: «Хроника текущих событий». Строго говоря, первый составитель бюллетеня, Наталья Горбаневская, предполагала назвать его «Год прав человека в СССР», что, между прочим, косвенно свидетельствует о первоначальном отсутствии намерения выпускать бюллетень в течение долгого времени; слова же «Хроника текущих событий» скорее имели в виду заявить жанр издания и представляли собой подзаголовок. Однако читатели приняли их за название, а слова «Год прав человека в СССР» — за девиз, обозначающий тему бюллетеня. Это прочтение титульного листа устоялось и было принято составителем, тем более что издание продолжилось и после окончания Года прав человека. В 1969 года на титуле появился новый девиз: «Год прав человека в СССР продолжается». Впоследствии он несколько раз менялся: «Движение в защиту прав человека в Советском Союзе продолжается», «Борьба за права человека в СССР продолжается», «Выступления в защиту прав человека в СССР продолжаются».
Структура бюллетеня определилась уже в первых его выпусках. «Хроника» делилась на две части. Первая содержала подробное изложение главных, на взгляд составителей, событий, произошедших между датой, которой был помечен предыдущий выпуск, и датой текущего номера. Вторая состояла из постоянных рубрик, образованных по тематическому и, отчасти, жанровому признаку: «Аресты, обыски, допросы», «Внесудебные преследования», «В тюрьмах и лагерях», «Новости Самиздата», «Краткие сообщения», «Исправления и дополнения». Первоначальная рубрикация, разумеется, увеличивалась и усложнялась за счёт новых проблем, попадавших в поле зрения правозащитников. Так, вскоре появились рубрики «Преследования верующих», «Преследования крымских татар», «Репрессии на Украине». Позже, в начале 1972 года, возникла рубрика «Преследования верующих в Литве», в середине того же года получившая новое, более общее название «События в Литве» и ставшая постоянной.

## Легальность
Несмотря на кажущуюся «подпольность», ХТС была легальным изданием в том смысле, что её содержание, форма и способ распространения не противоречили установленному в то время законодательству. В 5-м выпуске ХТС её составители заявили:

«Хроника» ни в какой степени не является нелегальным изданием, но условия её работы стеснены своеобразными понятиями о легальности и свободе информации, выработавшимися за долгие годы в некоторых советских органах. Поэтому «Хроника» не может, как всякий другой журнал, указать на последней странице свой почтовый адрес. Тем не менее каждый, кто заинтересован в том, чтобы советская общественность была информирована о происходящих в стране событиях, легко может передать известную ему информацию в распоряжение «Хроники». Расскажите её тому, у кого вы взяли «Хронику», а он расскажет тому, у кого он взял «Хронику» и т. д. Только не пытайтесь единолично пройти всю цепочку, чтобы вас не приняли за стукача.

«Хроника» выходила регулярно, в среднем раз в два месяца, до конца 1972 года; затем, после выхода 27-го выпуска, издание было приостановлено. Причиной тому был шантаж со стороны КГБ, который открыто угрожал, что каждый новый выпуск станет причиной арестов, причём вовсе не обязательно арестованы будут именно те, кто этот выпуск делал. (Во исполнение этой угрозы была арестована Ирина Белогородская, которая и в самом деле в тот момент не принимала участия в подготовке бюллетеня, да и раньше её роль сводилась к организации перепечатки).
Однако уже к осени следующего года началась подготовка к возобновлению «Хроники». Было решено подготовить сразу три выпуска, содержание которых относилось бы ко времени перерыва и покрывало бы лакуну, образовавшуюся за это время. К началу мая 1974 года все три выпуска — 28-й, 29-й и 30-й — были готовы.

## Хроникёры называют себя
Одновременно в среде людей, близких к бюллетеню, обсуждалась возможность объявить редакцию издания. Преимущества такого решения были очевидны: во-первых, резко уменьшались возможности КГБ шантажировать «Хронику» арестами непричастных или мало причастных к ней людей; во-вторых, корреспондентам (они же читатели) «Хроники» становилось проще передавать ей информацию. Очевидны были и минусы: этот шаг был бы воспринят властями как дополнительный вызов, и объявленные редакторы, скорее всего, очень быстро оказались бы за решёткой.
Высказывались и более общие соображения против этого шага: «Хроника» является общим и, возможно, главным делом всего правозащитного движения, его стержнем; именно так её воспринимают её распространители, читатели, корреспонденты, помощники. Они ощущают себя такими же участниками этого дела, как и те, кто отбирает и редактирует тексты или составляет макет очередного выпуска. И у них есть определённые основания рассматривать себя как участников, ибо первые рискуют не меньше вторых. Иными словами, правомерно ли вообще применять слово «редакция», говоря о «Хронике текущих событий»?
В конце концов, было принято промежуточное решение: состав редакции на титульном листе проставлять не стали, однако 7 мая 1974 года несколько членов Инициативной группы по защите прав человека в СССР созвали пресс-конференцию. На этой пресс-конференции три подготовленных выпуска были открыто переданы журналистам, а вместе с ними — заявление для прессы, подписанное тремя членами Инициативной группы: Татьяной Великановой, Сергеем Ковалёвым и Татьяной Ходорович.
Заявление состояло всего из двух предложений: 

«Не считая, вопреки неоднократным утверждениям органов КГБ и судебных инстанций СССР, „Хронику текущих событий“ нелегальным или клеветническим изданием, мы сочли своим долгом способствовать как можно более широкому её распространению.

Мы убеждены в необходимости того, чтобы правдивая информация о нарушениях основных прав человека в Советском Союзе была доступна всем, кто ею интересуется».
Авторы, таким образом, брали на себя ответственность за распространение бюллетеня, а не за его составление. Этот нюанс, впрочем, был понятен далеко не всем, и многие восприняли заявление от 7 мая как объявление состава «редакции». Надо сказать, что это было не так уж далеко от истины: из трёх человек, подписавших заявление, двое — Великанова и Ковалёв — действительно входили в число составителей «Хроники».
Тогда же было принято решение упорядочить положение с зарубежными переизданиями «Хроники», уточнить авторские права. Полномочным представителем издания за рубежом, располагающим копирайтом на републикацию выпусков, «Хроника» объявила Павла Литвинова.
Пресс-конференция 7 мая произвела сильный эффект — ведь все, в том числе и КГБ, были уверены, что с «Хроникой» покончено полтора года назад. Поток информации резко увеличился; соответственно, расширились тематика и география мест, откуда поступала информация.
В дальнейшем «Хроника» до самого конца выходила без перерыва. Правда, в феврале 1981 года уже подготовленный 59-й выпуск был изъят при обыске на квартире одного из составителей, Леонида Вуля. Было решено не восстанавливать этот номер, а сразу перейти к подготовке 60-го выпуска.
Издание «Хроники текущих событий» прекратилось после ареста 17 ноября 1983 года Юрия Шихановича, в течение многих лет игравшего существенную роль, а с мая 1980 года — одну из определяющих при подготовке выпусков бюллетеня. Готовили последние выпуски Юрий Шиханович и Борис Смушкевич.

## Участники издания
По данным международного общества «Мемориал», редакторами и составителями «Хроники» в разные годы были:
| 1—10         | Н. Е. Горбаневская           | 3 года специальной психиатрической больницы    |
| 11           | Г. В. Габай                  | Вынуждена эмигрировать после самоубийства мужа |
| 12           | Е. М. Сморгунова / Ю. Ким    |                                                |
| 11—27        | А. А. Якобсон                | Вынужден эмигрировать, покончил с собой        |
| 28—30        | Т. С. Ходорович              | Вынуждена эмигрировать                         |
| 28—30, 32—53 | Т. М. Великанова             | 4 года лишения свободы и 5 лет ссылки          |
| 28—30, 32—34 | С. А. Ковалёв                | 7 лет лишения свободы и 3 года ссылки          |
| 31, 54—55    | А. П. Лавут                  | 3 года лишения свободы                         |
| 56—58, 60—64 | Ю. А. Шиханович              | 5 лет лагерей и 5 лет ссылки                   |
| 59           | Ю. А. Шиханович / Л. Д. Вуль |                                                |
| 65           |                              |                                                |

### Составители
- Л. М. Алексеева
- С. Ф. Арцимович
- В. И. Бахмин — 10 месяцев в СИЗО
- И. М. Белогородская — 10 месяцев в СИЗО
- Л. И. Блехер
- Л. И. Богораз
- А. И. Брыксина (в браке Каледа)
- Л. Д. Вуль[10]
- И. Я. Габай — 3 года лишения свободы
- Ю. А. Гастев
- М. Г. Гельштейн
- Ю. Я. Герчук
- А. Б. Грибанов
- А. Ю. Даниэль
- Н. П. Емелькина — 5 лет ссылки
- Г. И. Ефремов (Юрий Збарский)
- В. Х. Зелендинова
- В. В. Игрунов — 2 года в СИЗО и психиатрической больнице
- С. Г. Каледа
- Л. В. Кардасевич
- И. С. Ковалёв — 5 лет лишения свободы и 5 лет ссылки
- Е. А. Костерина
- Н. А. Кравченко
- В. А. Красин — 1 год лишения свободы и 3 года ссылки
- М. Н. Ланда — 5 лет ссылки
- В. И. Лашкова
- Н. П. Лисовская
- П. М. Литвинов[К 6]
- К. А. Любарский — 5 лет лишения свободы
- И. Р. Максимова
- М. Б. Набокова
- Т. С. Осипова — 5 лет лишения свободы и 5 лет ссылки
- Л. В. Поликовская
- А. А. Полищук
- И. В. Рудаков
- Е. С. Семека
- А. О. Смирнов — 6 лет лишения свободы и 4 года ссылки
- Б. И. Смушкевич
- Г. Г. Суперфин — 5 лет лишения свободы и 2 года ссылки
- Л. И. Таненгольц
- Ц. Л. Таненгольц
- Ю. З. Телесин
- В. С. Тольц
- А. К. Цатурян
- В. Н. Чалидзе
- Е. М. Эпштейн
- И. П. Якир
- П. И. Якир — 1 год лишения свободы и 3 года ссылки
- Е. В. Янкелевич

Список наиболее активных редакторов «Хроники» приведён также в статье «Сага о „Хронике“» Леонарда Терновского (отмечающего, что его список может быть недостаточным).

## Стиль и содержание
Обычно «информационный бюллетень» хроники изготавливался на пишущей машинке в крайне сжатые сроки. Это обуславливало сухой стиль Хроник. Обычно Хроника содержала только сообщения о последних политических репрессиях: кого вызывали на допрос, у кого был обыск, кто арестован, кто осуждён. Некоторые выпуски содержали поправки к предыдущим, если была выявлена ошибка. В некоторых номерах «Хроники» также попадалась рубрика «процессы прошлых лет».
Приводя данные, которые удавалось добрать, редакторы старались избегать не только обвинений, но и даже оценок деятельности судей, прокуроров, следователей:

«Хроника» изо всех сил стремится к спокойному и сдержанному тону. К сожалению, материалы «Хроники» вызывают эмоциональное отношение, которое невольно пробивается и в тексте. «Хроника» прилагает и будет прилагать силы к максимальному сохранению строго информативного стиля, но не может ручаться за полный успех. «Хроника» старается воздерживаться от оценок — либо совсем не давая их, либо ссылаясь на оценки, данные в самиздатовских документах. В отдельных же случаях фактам приходится давать оценку, иначе их истинный смысл может ускользнуть от неискушённого читателя.— Приложение к «Хронике текущих событий» № 8

Богатое содержание «Хроники» далеко не исчерпывает понятия «движение за права человека». Для того чтобы представить себе возможные рамки этого движения, достаточно посмотреть Декларацию прав человека.— Приложение к «Хронике текущих событий» № 8

## Цели
Создатели ХТС не имели ни источника финансирования, ни организационной структуры. Как и многие другие правозащитные организации, они не располагали какой бы то ни было властью для того, чтобы остановить нарушения закона, о которых им становилось известно. Редакторы и распространители Хроник не могли защитить от беззаконий даже самих себя и часто подвергались судебным и внесудебным преследованиям.
Всё, что они могли сделать, — это донести информацию о нарушениях и до советской, и до мировой общественности. Согласно Терновскому, они делали это потому, что считали молчаливое согласие соучастием.

## Значение
Убеждён, что «Хроника» была ничуть не меньшим явлением в отечественной истории, чем герценовский «Колокол».

 — так характеризует «Хронику» Леонард Терновский, указывая, что «Колокол» был издан факсимильно лишь спустя 30 лет после неподцензурного распространения.

Первый опыт периодической независимой, неподцензурной печати в России был у Герцена. Но он издавал свой «Колокол» всё-таки в Лондоне, а тут — в Москве, и режим сравнить было невозможно. Слежка. Примерно раз в два года арестовывали редакторов «Хроники», выходили на них и арестовывали. Но их заменяли другие, и «Хроники» продолжались, сохраняя прежний стиль, свою информативность и расширяясь. Андрей Дмитриевич Сахаров сказал, что «Хроника» — это то лучшее, что создало правозащитное движение, и это правда. — Людмила Алексеева

## Новая ХТС
Летом 2015 года начало работать в интернет-формате новое издание под названием «Хроника текущих событий». Идея его создания принадлежала первому редактору изначального издания Наталье Горбаневской, но была воплощена уже после её смерти публицистами и общественными деятелями, бывшими политическими заключёнными Виктором Давыдовым, Алексеем Мананниковым, Кириллом Подрабинеком и Александром Скобовым. По определению издателей, основные темы новой «Хроники» прежние — «нарушения прав человека в стране и сопротивление гражданского общества этим нарушениям». В бюллетене публикуются информационные и аналитические материалы, дискуссии о правах человека, списки политзаключённых.
Новости на сайте «Новой Хроники текущих событий» последний раз обновлялись в ноябре 2017 года.